# ORMDL3
ORMDL3 neboli ORM1-like protein 3 je asociován s astmatem u kojenců a malých dětí. ORMDL3 transgenní myši vykazují zvýšenou hladinu IgE a zánětlivost dýchacích cest. To souvisí i se zvýšeným počtem neutrofilů, maktofágů, eosinofilů,CD4+ a Th2 cytokinů v plicní tkáni.

## Loklizace
Myší i lidský gen ORMDL3 je kódován 153 aminokyselinama a celá rodina ORMDL se skládá ze tří členů. Všechny členové ORMDL rodiny (ORMDL1-3) se nacházejí na membráně endoplazmatického retikula (ER). Lidský ORMDL1, ORMDL2 a ORMDL3 jsou lokalizovány na chromozomech 2q32, 12q13.2  a 17q21. 

## Funkce
ORMDL3 hraje roli v syntéze sfingolipidů jako negativní regulátor.  Hraje také roli v regulaci Ca2+ v endoplasmatickém retikulu . ER je velmi důležité pro výrobu, signalizaci, fungování a ukládání vnitrobuněčného Ca2+ . Jsou tam dráhy, které kontrolují výstup Ca2+ z ER do cytoplasmy a pumpy (sarco-endoplasmic reticulum Ca2+ ATPase (SERCA)), které vrací Ca2+ zpět do ER.  Dysregulace Ca2+ má za následek několik patologických stavů, jako je nefunkčnost pumpy SERCA, astma nebo Alzhaimer. Dále je tento protein asociován se zánětlivými nemocemi jako je Crohnova choroba, diabetes typu 1  nebo Revmatoidní artritida .